# John Zander
John Adolf Fredrik Zander (Estocolm, 31 de gener de 1890 – Estocolm, 9 de juny de 1969) va ser un atleta suec que va competir a començaments del segle xx.
El 1912 va prendre part en els Jocs Olímpics d'Estocolm, on disputà dues proves del programa d'atletisme. En els 3.000 metres per equips guanyà la medalla de plata, mentre en els 1.500 metres quedà setè.
Vuit anys més tard, als Jocs d'Anvers tornà a disputar les mateixes proves del programa d'atletisme. En els 3.000 metres per equips guanyà la medalla de bronze, mentre en els 1.500 metres no finalitzà la final.
Zander guanyà 10 campionats nacionals suecs, en els 800 m (1912 i 1913), 1.500 m (1913, 1915 a 1918), obstacles (1915) i 5.000 m (1917 i 1918). També guanyà la cursa de la milla dels Campionats Anglesos de l'AAA Championship; les curses dels 3.000 i 5.000 m dels Campionats Bàltics de 1914, i quatre proves dels Jocs Suecs de 1916. Es va mig retirar el 1918, i mentre es preparava per als Jocs Olímpics de 1920 es va fer una lesió a les costelles. Durant la seva carrera va establir els rècord nacionals dels 1.500 i els 5.000 metres, i els rècords mundials dels 1.500, 2.000 i 3.000 metres. En retirar-se passà a treballar com a actuari de la Junta de Pensions d'Estocolm.